# Sirius Canada
Sirius Canada é uma empresa canadense, uma parceria entre a Slaight Communications, a Canadian Broadcasting Corporation e Sirius Satellite Radio, que foi um dos três co serviços licenciados pela CRTC em 16 de junho de 2005, para introduzir o serviço de rádio via satélite no Canadá.
Em 24 de novembro de 2010, após a fusão da Sirius Satellite Radio e XM Satellite Radio nos Estados Unidos, Sirius Canada e XM Radio Canada anunciaram seu próprio acordo de fusão, sujeita à aprovação dos acionistas e do CRTC. O CRTC aprovou a fusão em abril de 2011, e, assim, abriu o caminho para ambos os serviços a levar o nome Sirius XM Canada. A fusão foi posteriormente concluída no dia 21 de junho de 2011.
Ao contrário da XM Radio Canada, a Sirius Canada era uma empresa privada, e, portanto, não foi obrigada a liberar dados de resultados trimestrais.